# محسن ناصر قاسم حسن
اللواء محسن ناصر قاسم حسن الشاعري عسكري يمني، هو قائد المنطقة العسكرية الثانية في المكلا حضرموت. عين من قبل مساعداً لوزير الدفاع للاسناد اللوجستي وسبق وتم تعيينه في ديسمبر 2012م في منصب مدير دائرة المشتريات بوزارة الدفاع اليمنية وشغل قبلها منصب نائب مدير دائرة الامداد والتموين.

## المؤهلات العلمية
- - بكالوريوس علوم عسكرية الدفعة الأولى الكلية العسكرية عدن1972م.
- - ماجستير علوم عسكرية الاتحاد السوفيتي 1981م.
- - زمالة كلية الحرب العليا الاتحاد السوفيتي 1987م.

## المناصب التي تقلدها
1. - أركان كتيبة مدفعية1972م.
2. - قائد كتيبة مدفعية1974-1975م.
3. - قائد مدرسة المدفعية1975-1977م.
4. - قائد لواء صواريخ اسكود 1986-1994م.
5. - مستشار قائد الحرس الجمهوري 2005-2007م.
6. - مدير مديرية القوى البشرية بالحرس الجمهوري 2007-2008م.
7. - قائد مدرسة الحرس الجمهوري 2008-2010م.
8. - قائد اللواء السابع حرس جمهوري 2010-2013م.[2]

- قائد المنطقة العسكرية الثانية (2013 - 2015).

| مناصب عسكرية | مناصب عسكرية                              | مناصب عسكرية            |
| ------------ | ----------------------------------------- | ----------------------- |
| سبقه لا أحد  | قائد المنطقة العسكرية الثانية 2013 - 2015 | تبعه فرج سالمين البحسني |